# Три јаблана
„Три јаблана” је југословенски и хрватски ТВ филм из 1976. године. Режирао га је Јоаким Марушић а сценарио је написао Мартин Зурла.

## Улоге
| Глумац             | Улога |
| ------------------ | ----- |
| Бисерка Ипса       |       |
| Власта Кнезовић    |       |
| Угљеша Којадиновић |       |
| Мустафа Надаревић  |       |
| Божидар Орешковић  |       |
| Нева Росић         |       |